# Бертахар
Бертахар (на немски: Berthachar; † 525) е крал на тюрингите от 500 до 525 г. заедно с братята си Бадерих и Херминафрид.
Той е син на тюрингския крал Бизин († ок. 507) и неговата втора съпруга лангобардката Мения. Брат е на Бадерих († 529), Херминафрид († 534) и Радегунда, която се омъжва за лангобардския крал Вахо. Бертахар е убит през 525 г. в сражение от брат му Херминафрид.
Бертахар е баща на Радегундис (* 520; † 13 август 587, Светия), която се омъжва за краля на франките Хлотар I и на син, който е убит от Хлотар I.